# Père fils thérapie !
Pour plus de détails, voir Fiche technique et Distribution.
Père fils thérapie ! est un film français réalisé par Émile Gaudreault, sorti le 28 décembre 2016. Ce film est la version française du film québécois De père en flic de 2009.

## Synopsis
Jacques et son fils Marc sont policiers et doivent retrouver un de leurs collègues enlevé par Claude Bracci, un redoutable gangster qui veut se servir de l'otage comme monnaie d'échange pour la libération de son fils, Cédric. Pour réussir sa mission, le duo doit convaincre l'avocat du bandit, maître Charles Perronet, de collaborer avec eux. Lorsque celui-ci s'inscrit dans un camp axé sur la psychothérapie père-fils, Jacques et Marc font de même et mettent de côté leurs différends afin d'obtenir la confiance de Me Perronet.

## Fiche technique
- Réalisateur : Émile Gaudreault
- Scénario : Emile Gaudreault, Guy Laurent et Philippe de Chauveron
- Musique : FM Le Sieur
- Directeur de la photographie : Ronald Plante
- Chef monteur : Laurent Canova
- Ingénieur du son : Martin Desmarais
- Producteur : Édouard de Vésinne
- Budget : 7.23M€[1]
- Distributeur : UGC Distribution
- Durée : 90 minutes
- Date de sortie : 28 décembre 2016 ( France)

## Distribution
- Richard Berry : Jacques Laroche
- Waly Dia : Marc Laroche
- Jacques Gamblin : Charles Perronet
- Baptiste Lorber : Fabrice Perronet
- Alice Belaïdi : Julie Benati
- Julie Ferrier : Gilberte Ménard
- Féodor Atkine : Claude Bracci
- Jérémie Poppe : Cédric Bracci
- Damien Jouillerot : Benoit
- Marc Bodnar  : Albert, le père de Benoît
- Philippine Leroy-Beaulieu : Mme Perronet
- Nathalie Veck : La serveuse
- Rachid Badouri : Sami Mansori
- Manuel Tadros : Sofiane Mansori
- Charles-Alexandre Dubé : Aldo
- Patrice Coquereau : Richard, le père d'Aldo
- Yves Jacques : Le commissaire de la BRI
- Lionel Erdogan : Simart

## Tournage
Sauf indication contraire, les informations mentionnées dans cette section peuvent être confirmées par le générique de fin de l'œuvre audiovisuelle présentée ici, ainsi que par la base de données cinématographiques IMDb,  présente dans la section « Liens externes ».La majorité du tournage s'est faite dans le Parc naturel régional du Verdon dans le Var (Trigance, Aiguines et Bauduen) ainsi que dans les Alpes-de-Haute-Provence (Rougon, La Palud-sur-Verdon) et aux Provence Studios, à Martigues.